# 横田勝広
横田 勝広（よこた かつひろ、8月12日 - ）は、埼玉県さいたま市大宮区出身のスタイリストである。

## 人物・来歴
1996年よりフリーのシューズバイヤーとして活動し、英国で1996年度シューズ・オブ・ザ・イヤーに輝いた「STRIDE」の
日本でのプロモーションを担当した。後に出会ったミュージシャンより、PV衣装のスタイリング依頼を受け活動を開始した。

以来、広告・雑誌・映画などのスタイリングを手掛け、活動の幅は海外にも広がっている。
また、アパレルブランドとのコラボや服飾系の学校で特別講師を務める。

アロマセラピストの資格を持っている。

## 経歴

### 広告
CASIO/TOYOTA/Canon/BMW/Google/au/HITACHI/KOSE/P&G/LEVI'S/hanes/Victor/PGM/Panasonic/PanaHome/Benesse

東京メトロ/東京ガス/伊藤園/森永製菓/小林製薬/ルミネマン渋谷/高橋書店/ゼクシー/GMOクリック証券/FXプライム/国民金融公庫

ガスト/シダックス/プロアクティブ/バイク王

### 雑誌
WWD/VOGUE JAPAN/VOGUE KOREA/SWITCH/CUT/MEN'S NON-NO/non-no/PHaT PHOTO/STREET JACK/smart/Men's JOKER

Soup/mina/SPUR/In Red/GINGER/Zipper/VERY/FRaU/CLASSY./CREA/bea's up/B-PASS/STA☆COLLE/ COOL TRANCE

Talking Rock!/ROCKIN'ON JAPAN

### アーティスト
アイドリング!!!/安全地帯/伊藤由奈/上戸彩/音速ライン/柏木由紀/ケラケラ/佐伯ユウスケ/ザ50回転ズ/柴咲コウ/シークレットガールズ/ステレオポニー

スピッツ/高橋優/玉置浩二/超新星/椿屋四重奏/中田裕二/西島隆弘/ヴァネス・ウ-/福耳/フレンチキス/愛加あゆ/真野恵里菜/宮野真守/ロッカトレンチ

A.B.C-Z/Alice/BONNIE PINK/Caravan/Def Tech/FUNKIST/Giselle4/K/KCB/LAULA/Lead/LGYankees presents DJ No.2

LinkedHorizon/MICRON'STUFF/moumoon/NEO from アイドリング!!!/NMB48/NO DOUBT FLASH/Not yet/Sexy Zone/SG WANNABE

ShaNa/Shout it Out/SKE48/SM☆SH/King & Prince

### 映画
- 『紀雄の部屋』（2004年、深川栄洋監督）
- 『サクゴエ』（2007年、本田隆一監督）
- 『彩恋 SAI-REN』（2007年、飯塚健監督）
- 『ハブと挙骨』（2008年、中井庸友監督）
- 『ロックアウト』（2008年、高橋康進監督）
- 『君にラブソングを』（2010年、園田俊郎監督）
- 『フラレラ』（2010年、竹内鉄郎監督、信藤三雄監督、森りょういち監督、箭内道彦監督、中島哲也監督、柿本ケンサク監督）
- 『RUN60』（2011年、園田俊郎監督）
- 『僕たちのアフタースクール』（2011年、佐々木詳太監督）
- 『荒川アンダー ザ ブリッジ THE MOVIE』（2012年、飯塚健監督）
- 『東京無印女子物語』（2012年、大九明子監督）
- 『風俗行ったら人生変わったwww』（2013年、飯塚健監督）

### 写真展
- 『Question』（2006年、撮影テラウチマサト、麻生久美子、アリス、伊藤歩、片瀬那奈、加藤ローサ、関めぐみ）
- 『SUPER BARNEYS PHOTO EXHIBITION』（2013年、撮影LESLIE KEE、超新星）

### 演劇
- 『FUNNY BUNNY』（2007年）
- 『からっぽの湖』（2008年）
- 『燃え尽きる寸前の光』（2008年）
- 『FUNNY BUNNY 鳥獣と寂寞の空』（2012年）

### プロデュース
FLORAL WATER's 新宿LIQUIDROOM/Hawaiian6/TMGEウエノコウジ/宮崎あおい/the band apart/HOLSTEIN/橋本塁、写真集『LOVE』

### その他
- 『第14回日刊スポーツ映画大賞 新人女優賞』授賞式（2001年、宮﨑あおい）
- 『第41回ゴールデン・アロー賞 演劇新人賞』授賞式（2003年、宮﨑あおい）
- 『ベスト・ヘア賞 』授賞式（2007年、三船美佳）
- 『第21回東京国際映画祭』（2008年、優木まおみ）
- 『2008年イヤージュエリーイメージリーダー』授賞式（2007年、上戸彩）
- 『篤姫』制作記者発表会（2008年、宮﨑あおい）
- 『第22回東京国際映画祭』（2009年、香椎由宇）
- 『星のメッセージ』（2010年、写真集、超新星）
- 『荒川アンダー ザ ブリッジ 』（2011年、TBS系）
- 『LESLIE KEE×MUSIC』（2011年、WWD、超新星）
- 『100万回の「I love you」』（2011年、DOR@MO、大和田健介、山本美月）
- 表参道屋外広告（2011年、Sexy Zone）
- 『第40回ベストドレッサー賞』授賞式（2011年、超新星）
- 『REPLAY&DESTROY』[3]（2011年、au LISMO Channel）
- 『ブレーン』（2011年、50周年企画クリエイティブリレー、ニューバランス）
- 『どうぶつ冒険バラエティ ワンダ!』（2012年、テレビ東京、三吉彩花）
- 『Document』（2012年、Lead写真集）
- 『ノブナガ・ザ・フール』（2013年、宮野真守）
- 『ペコロス、母に会いに行く』（2013年、NHKプレミアムドラマ）
- 『SONGS』（2013年、NHK、安全地帯）
- 『A』（2013年、平愛梨写真集）
- 『SUPER LOVE』（2013年、LESLIE KEE写真集、玉置浩二）
- 『Journey』（2014年、宮野真守アーティストBOOK）
- 『ショーガール』ポスター （2014年、PARCO劇場、川平慈英、シルビア・グラブ）
- 『紫式部ダイアリー』ポスター （2014年、PARCO劇場、斉藤由貴、長澤まさみ）
- 『謎解きLIVE』（2015年、NHK）
- 『玉置浩二ショー』（2017年、NHK）

## 本人出演企画
- 『Oxala!』ゲスト出演（2006年、SPACE SHOWER TV、スガシカオ）
- 『時速246の とりあえずお生で!』レギュラー出演（2008年、あっ!とおどろく放送局）
- 『スパンキージョーンズ』ゲスト参加、THEE MICHELLE GUN ELEPHANT解散時のコメント参加
- 『Koizumix Production★★★117』小泉今日子さんへのコメント参加
- 『LEVI'S』150周年 anniversary message from celebrity コメント参加
- 『ZEBRA』CAFEカスタマイズ カメラ参加（バービー・山口、速水もこみち、リリー・フランキー、片瀬那奈、他）
- 『OPENERS』nine SIXty 加藤博照×stylist横田勝広 対談[4]（2009年）
- 『玉置浩二 ライブドキュメンタリー』番組出演（SPACE SHOWER TV）
- 『東京カワイイ☆TV』スタイリスト横田勝広の密着取材（2011年、NHK）
- 『Birthday wedding』柏木由紀 2NDソロシングル 特典DVDゲスト（2013年）